# Zamek w Brodnicy
Zamek w Brodnicy – ufortyfikowany zamek krzyżacki w Brodnicy.

## Opis

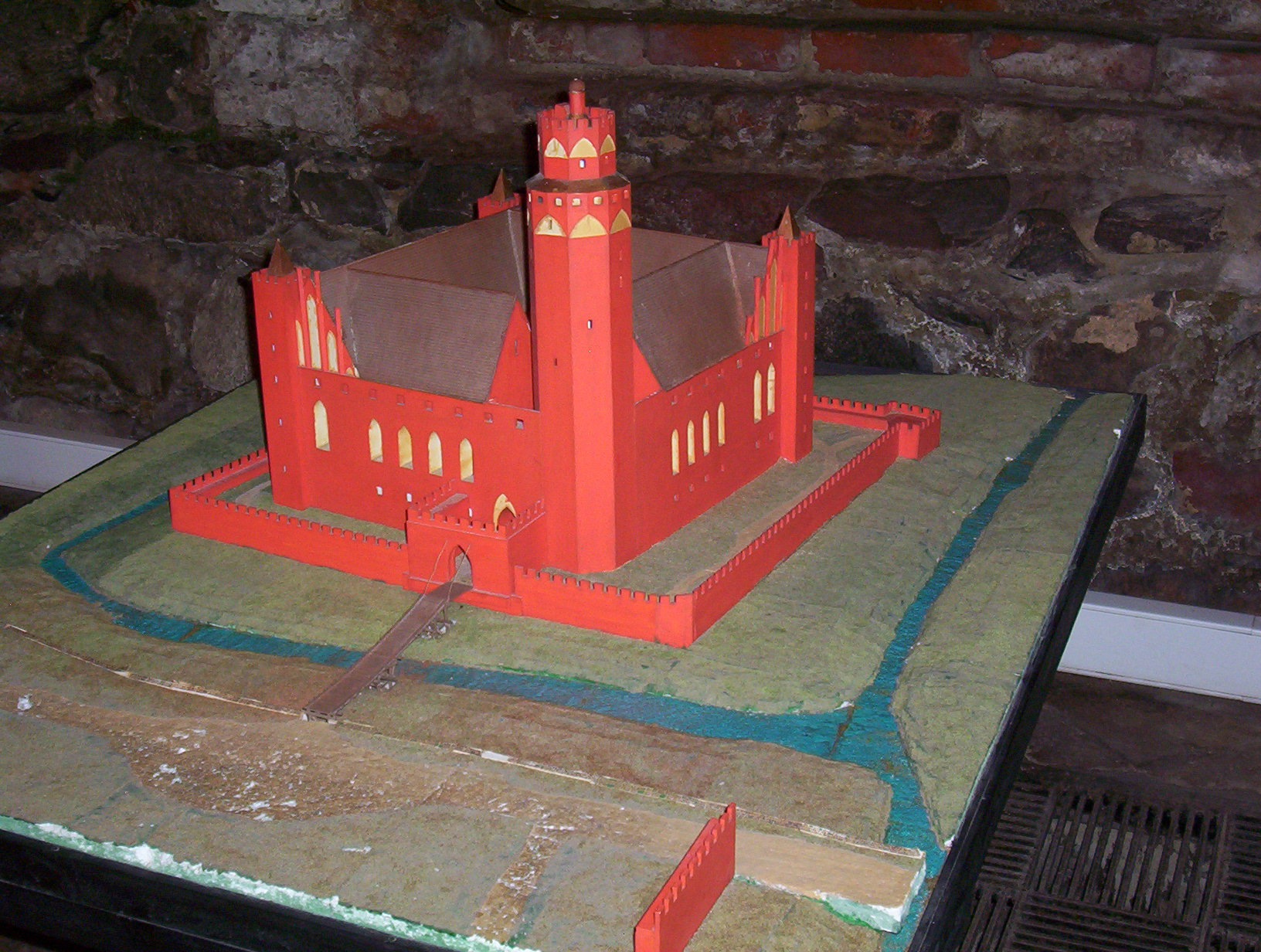
Makieta zamku

Zbudowany został na planie kwadratu. Cztery skrzydła zamku otaczały wewnętrzny dziedziniec. Wysoka, 50-metrowa wieża posiadała wejście na wysokości drugiej kondygnacji. W narożach zamku umieszczono wieżyczki wysunięte poza linię murów zamkowych. Piwnice zamkowe pełniły rolę pomieszczeń gospodarczych. W poziomie przyziemia umieszczone były pomieszczenia o funkcji reprezentacyjnej: kaplica, refektarz, kapitularz, infirmeria, izba komtura i inne. Wejścia do nich prowadziły z krużganka okalającego dziedziniec. Druga kondygnacja mieściła w sobie: od strony dziedzińca magazyny i spichlerz, strona zewnętrzna to ganek obronny umieszczony wewnątrz murów zamkowych. Obok wieży głównej umieszczona była brama, do której podjeżdżało się przez most zwodzony. W skład całego kompleksu obronnego wchodziło także ufortyfikowane przedzamcze. Położone było pomiędzy miastem a zamkiem. Miało kształt litery „L”, mieściły się w nim stajnie, kuźnie, młyn i browar, spichlerze i mieszkania załogi zamku. Przedzamcze posiadało dwie bramy: od południa – prowadzącą do miasta i od północy – wiodącą do traktu toruńskiego. Całość chroniona była systemem fos, który pozwalał na szybkie piętrzenie wody i zatopienie okolicy wraz z częścią miasta.

## Historia

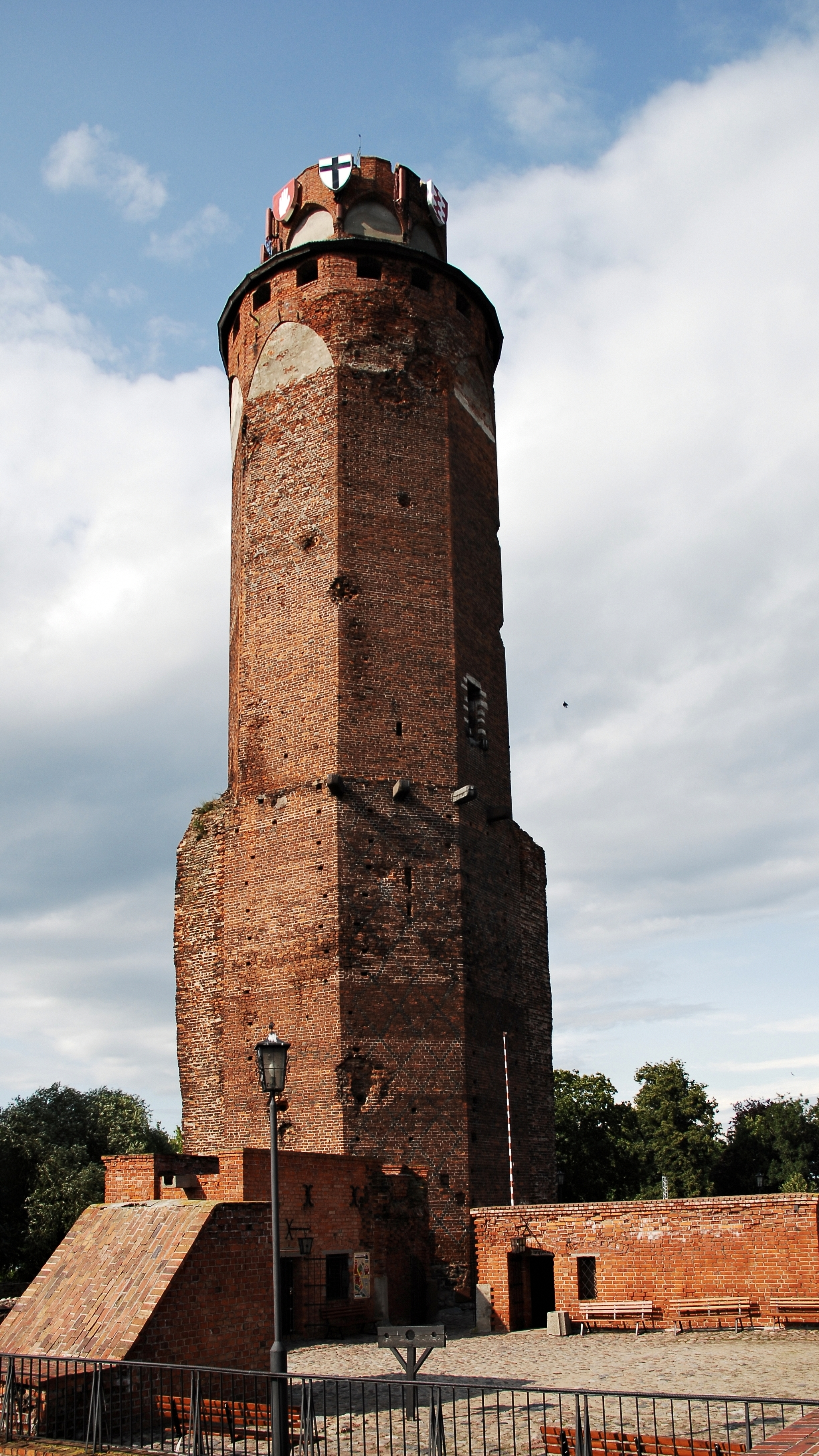
Wieża zamku w Brodnicy jest najwyższą gotycką wieżą na wschód od Wisły, widok od strony rzeki Drwęcy

Murowany zamek powstał w pierwszej połowie XIV wieku, według niektórych w latach 1312–1330 według innych w latach 1305–1317, a według T. Trupindy nie wcześniej niż w latach 30. XIV wieku. Na pewno w 1337 roku zamek był ukończony, ponieważ pomiędzy 1335 a 1337 rokiem utworzono w Brodnicy komturię krzyżacką. W kronikach odnotowany jest zapis dotyczący przyjazdu do Brodnicy wielkiego mistrza Wernera von Orselna i uroczystości konsekracji ołtarza w kaplicy zamkowej. W 1415 r. fortyfikacja została przystosowana do walk z użyciem broni palnej. Prace były prowadzone pod kierunkiem Mikołaja Fellensteina.
Pierwszym komturem w Brodnicy (od 1337) był Fryderyk von Spangenberg. Po bitwie pod Grunwaldem zamek i miasto poddały się wojskom polskim, jednak w 1411 wróciły pod władzę zakonu. Komturzy sprawowali władzę na zamku w Brodnicy do 1454 r., czyli do czasu zajęcia miasta i zamku przez oddziały Związku Pruskiego. W 1456 roku bulla papieska nakazywała zwrot ziem pod władzę krzyżacką. Podzamcze zostało zajęte przez czeskie wojska zaciężne w służbie zakonu (załoga polska na zamku poddała się dopiero w 1462). Ziemie i zamek wróciły pod panowanie polskie po pokoju toruńskim w 1466. Załoga czeska, pod wodzą Bernarda Szumborskiego opuściła zamek dopiero w 1479 roku (Krzyżacy zalegali z żołdem, oddziały czeskie zajmowały zamek żądając spłaty zobowiązań. Miało to miejsce dopiero w 1478).
Pierwszym starostą króla polskiego został Wincenty ze Skępego. W latach 1485–1604 ziemie brodnickie znajdowały się w rękach rodu Działyńskich. Najpomyślniejszy okres dla miasta miał miejsce podczas pobytu na zamku Anny Wazówny, siostry Zygmunta III Wazy, która w 1604 roku otrzymała w posiadanie starostwa golubskie i brodnickie. Podczas jej życia nastąpił szybki rozwój tych regionów. Po jej śmierci (6 lutego 1625 na brodnickim zamku) rozpoczął się okres konfliktów zbrojnych niszczących gospodarkę.

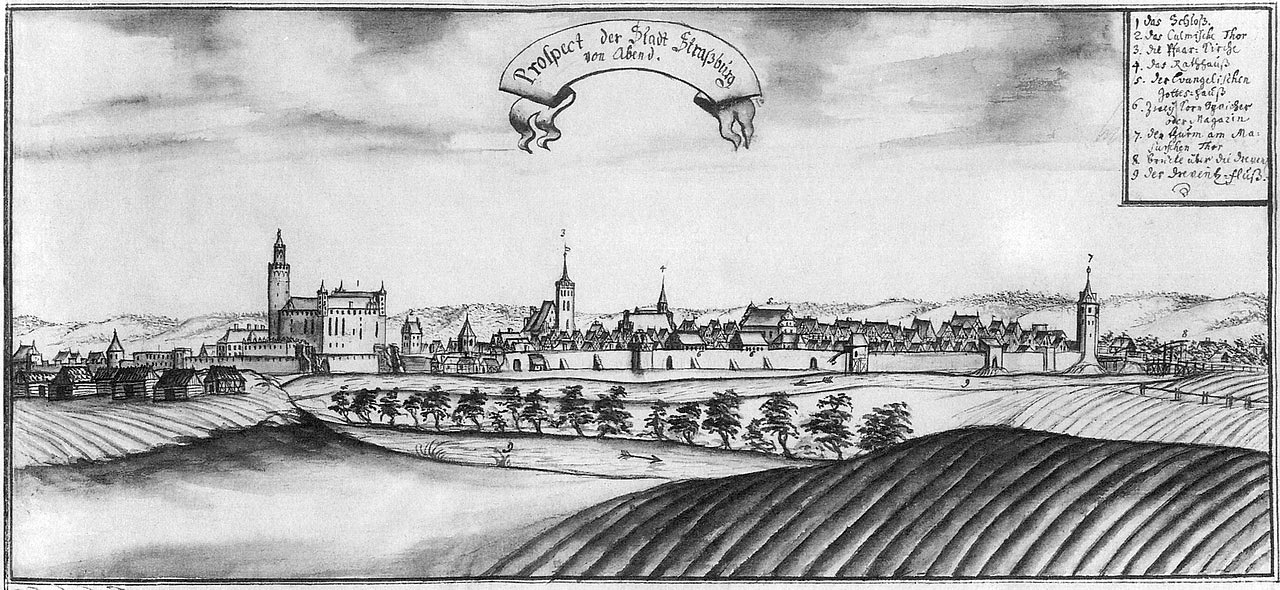
Brodnica w latach 1738–1745 z widocznym zamkiem. Rysunek Georga Friedricha Steinera.

Po pierwszym rozbiorze Polski Brodnica dostała się pod panowanie pruskie. W 1785 roku Prusacy nakazali rozbiórkę zamku i murów obronnych miasta. Dewastacja została wstrzymana przez króla Fryderyka Wilhelma IV w 1842 r. Z zamku pozostała wieża i fundamenty oraz piwnice odkopane w 1940 r. Prace konserwatorskie zostały rozpoczęte w 1953 roku i są kontynuowane.

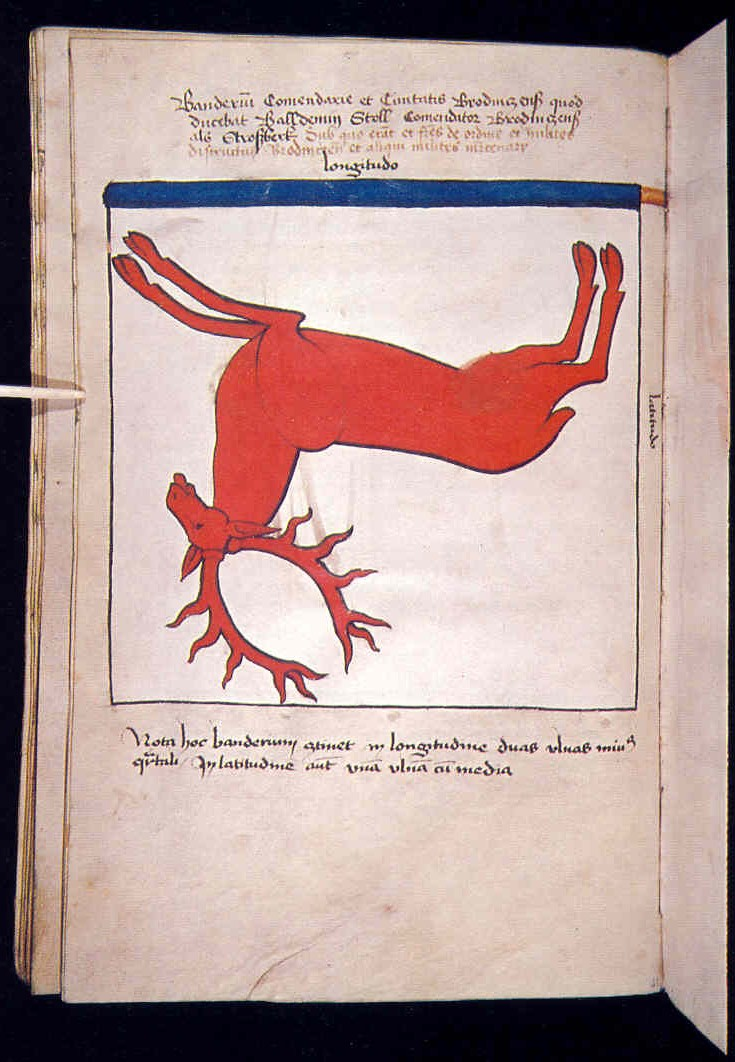
Chorągiew komturstwa brodnickiego w Banderia Prutenorum

## Zabytki do zwiedzania na terenie zamku
Na terenie zamku krzyżackiego w Brodnicy w jego piwnicach zlokalizowane są wystawy stałe i czasowe, natomiast wieża zamkowa jest punktem widokowym o wysokości 54 m., z którego można podziwiać panoramę miasta.